# Ferenc Deák
Ferenc Deák (Budapeste, 16 de janeiro de 1922 — Budapeste, 18 de abril de 1998) foi um futebolista húngaro, e um dos maiores artilheiros da história do futebol em todo o mundo.

## Carreira
Atuando como atacante, iniciou a carreira em 1940 no Szentlőrinci Atlétikai Club. Também jogou no Ferencvárosi Torna Club e Újpest Football Club. Deák fez um total de 66 gols em apenas 34 partidas na edição de 1945-1946 de Nemzeti Bajnokság I. Ferenc ainda detém o recorde de gols em uma punica temporada do campeonato europeu. Na temporada seguinte, terminou novamente como o melhor goleador.  
Pela Seleção Húngara de Futebol, jogou 20 partidas entre 1946 e 1949, marcando 29 gols. Foi considerado o melhor jogador do ano de 1946, pela Federação Húngara de Futebol.
Ao final da carreira, contabilizou 561 gols oficiais marcados em 407 partidas (em clubes), sendo um dos maiores goleadores da mundo.

## Estatísticas

### Seleção Húngara
| Ano   | Jogos | Gols |
| ----- | ----- | ---- |
| 1946  | 2     | 5    |
| 1947  | 3     | 5    |
| 1948  | 7     | 8    |
| 1949  | 8     | 11   |
| Total | 20    | 29   |

Expanda a caixa de informações para conferir todos os jogos deste jogador, pela sua seleção.
|     | Data                   | Local                                   | Resultado | Adversário      | Gol(s) | Competição                 |
| --- | ---------------------- | --------------------------------------- | --------- | --------------- | ------ | -------------------------- |
| 1.  | 6 de outubro de 1946   | Stadion Albert Flórián, Budapeste       | 2–0       | Áustria         | 2      | Amistoso                   |
| 2.  | 30 de outubro de 1946  | Stade de la Frontière, Esch-sur-Alzette | 7–2       | Luxemburgo      | 3      | Amistoso                   |
| 3.  | 17 de agosto de 1947   | Stadion Albert Flórián, Budapeste       | 9–0       | Bulgária        | 4      | Copa dos Balcãs 1947       |
| 4.  | 20 de agosto de 1947   | Stadion Albert Flórián, Budapeste       | 3–0       | Albânia         | 1      | Copa dos Balcãs 1947       |
| 5.  | 14 de setembro de 1947 | Ernst-Happel-Stadion, Viena             | 3–4       | Áustria         | 0      | Amistoso                   |
| 6.  | 21 de abril de 1948    | Stadion Albert Flórián, Budapeste       | 7–4       | Suíça           | 2      | Copa Internacional 1948–53 |
| 7.  | 2 de maio de 1948      | Ernst-Happel-Stadion, Viena             | 2–3       | Áustria         | 1      | Copa Internacional 1948–53 |
| 8.  | 23 de maio de 1948     | Stadion Albert Flórián, Budapeste       | 2–1       | Tchecoslováquia | 1      | Copa Internacional 1948–53 |
| 9.  | 19 de setembro de 1948 | Stadion Wojska Polskiego, Varsóvia      | 6–2       | Polónia         | 1      | Copa dos Balcãs 1948       |
| 10. | 3 de outubro de 1948   | Megyeri úti, Budapeste                  | 2–1       | Áustria         | 1      | Amistoso                   |
| 11. | 24 de outubro de 1948  | Stadionul Republicii, Bucareste         | 5–1       | Romênia         | 2      | Copa dos Balcãs 1948       |
| 12. | 7 de novembro de 1948  | Yunak, Sófia                            | 0–1       | Bulgária        | 0      | Amistoso                   |
| 13. | 10 de abril de 1949    | Strahov, Praga                          | 2–5       | Tchecoslováquia | 0      | Copa Internacional 1948–53 |
| 14. | 8 de maio de 1949      | Megyeri úti, Budapeste                  | 6–1       | Áustria         | 2      | Copa Internacional 1948–53 |
| 15. | 12 de junho de 1949    | Megyeri úti, Budapeste                  | 1–1       | Itália          | 1      | Copa Internacional 1948–53 |
| 16. | 19 de junho de 1949    | Råsunda, Solna                          | 2–2       | Suécia          | 0      | Amistoso                   |
| 17. | 10 de julho de 1949    | Nagyerdei, Debrecen                     | 8–2       | Polónia         | 4      | Amistoso                   |
| 18. | 16 de outubro de 1949  | Ernst-Happel-Stadion, Viena             | 4–3       | Áustria         | 2      | Amistoso                   |
| 19. | 30 de outubro de 1949  | Megyeri úti, Budapeste                  | 5–0       | Bulgária        | 1      | Amistoso                   |
| 20. | 20 de novembro de 1949 | Megyeri úti, Budapeste                  | 5–0       | Suécia          | 1      | Amistoso                   |